# Bestiarium von Oxford

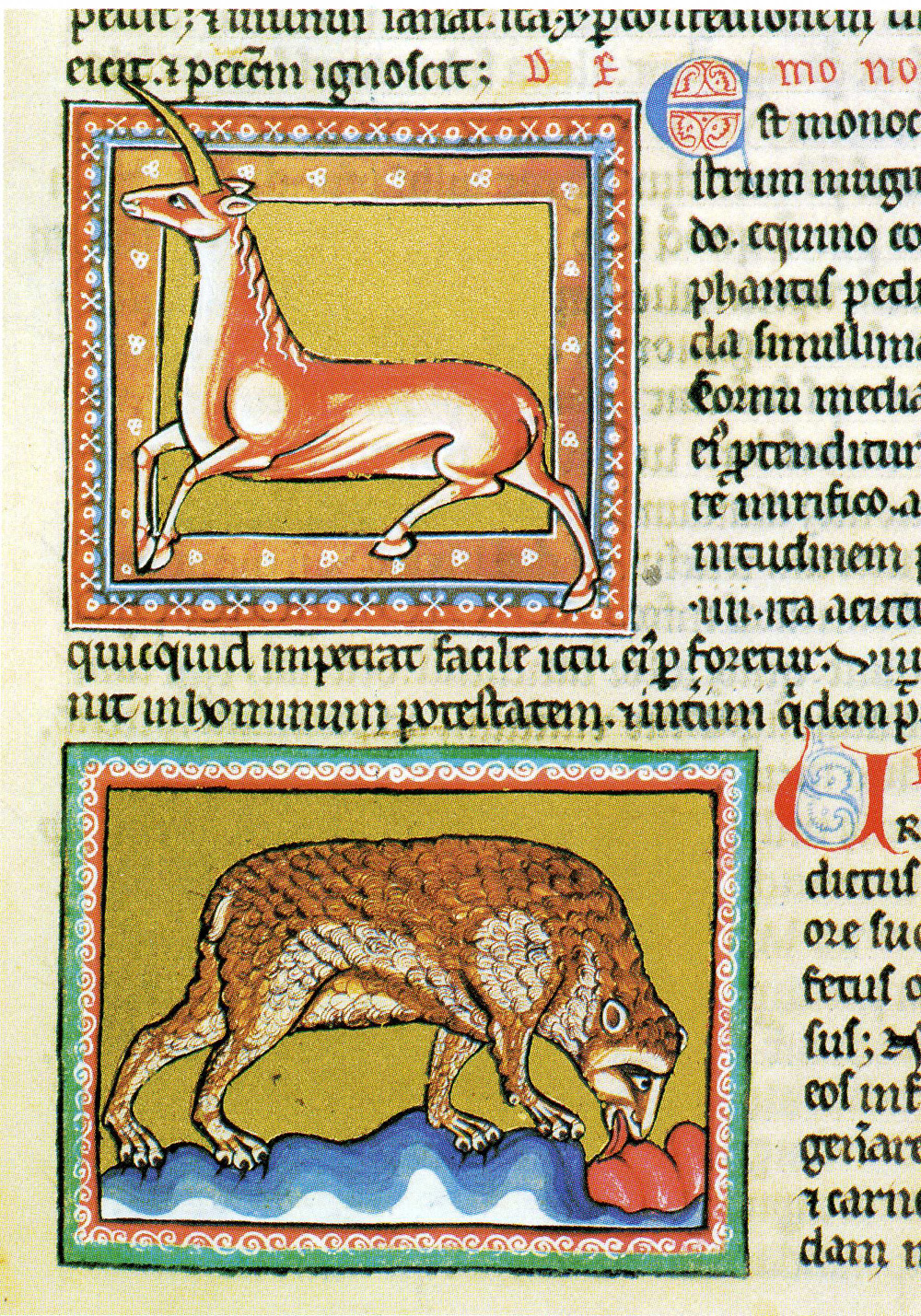
folio 21r: Einhorn und Bär

Das Bestiarium von Oxford, im Englischen auch Ashmole Bestiary genannt, weil es sich als MS. Ashmole 1511 in der Bodleian Library in Oxford befindet, ist ein englisches Bestiarium in Form eines illuminierten Manuskripts, das aus dem späten 12. oder frühen 13. Jahrhundert stammt. Weniger als 90 solcher Handschriften haben überlebt. Sie wurden 1928 von M.R. James untersucht und in Familien eingeteilt. Das Bestiarium von Oxford ist eines der 48 handschriftlichen lateinischen Bestiarien der „Second-family“, dem beliebtesten und am weitesten verbreiteten Typ dieser Bestiarium-Handschriften. Die „Second-family“ ist englischen Ursprungs und enthält einen spirituellen Text, der der damals vorherrschenden Kultur der Kirche entsprach. Die anregenden Illuminationen sind nicht nur dekorativ, denn viele Menschen in England waren zu dieser Zeit Analphabeten oder Halbalphabeten. Alle echten lateinischen Bestiarien gehen auf das griechische Werk Physiologus zurück.

## Inhalt
Mittelalterliche Bestiarien sind nicht als zoologische Bücher gedacht, daher ist das Bestiarium von Oxford weder biologisch konsistent noch wissenschaftlich genau. Sie sind Artefakte der katholischen Kirche und sollen christliche Prinzipien lehren und christliche Werte durch die Verwendung von Allegorie und Symbolik in der Natur fördern. Die Bilder, mit denen das Buch ausgestattet ist, bedeuteten für die Leser nicht so sehr künstlerischen Schmuck als vielmehr zusätzliche Belehrung. Das war auch der ausdrückliche Wille des Verfassers, wie er es auf folio 37v selbst ausspricht.
Wissenschaftler sind jedenfalls der Ansicht, dass die Art und Weise, wie das Bestiarium geschrieben ist, sowie der Ton und die darin vermittelten Ideen darauf hindeuten, dass es als Lehrbuch gedacht war, um die Lehren des Christentums durch Metaphern der natürlichen Welt zu vermitteln. Das Manuskript befasst sich nicht mit komplexen Ideen und ist durchweg einfach gehalten, was wahrscheinlich zum besseren Verständnis beiträgt.
Wie fast alle Bestiarien enthält auch das Bestiarium von Oxford eine Schöpfungsgeschichte aus dem Buch Genesis über die Erschaffung von Mensch und Tier durch Gott („creationis mundi narratio“, f. 4–7). Es folgen ein Christusbild („Iesu Christi imago“, f. 8v) und Adam benennt die Tiere („Hic dat nomina bestiis Adam“, f. 9rv) und zwei Seiten mit jeweils 3 Tierbildern übereinander (f. 10rv). Der Hauptteil schließt sich an, in dem die 130 Tiere in lateinischer Sprache detailliert allegorisch beschrieben werden, beginnend mit „Incipit liber de naturis Bestiarum“ (f. 11r–37r, Zeile 22).
Inhalt aus den 60 Kapiteln von Hugo de Folietos De avibus, geschrieben zwischen 1132 und 1152, findet sich auf f. 37r, Zeile 23 bis f. 78r, Zeile 16 mit der Rubrik hic incipit de avibus und mit 29 vollfarbigen Illustrationen. Dieser Text ist auch unter anderen Namen bekannt wie De avibus (Von Vögeln), De columba deargentata (Von der versilberten Taube) und De tribus columbis (Von drei Tauben), aber alle beziehen sich auf das gleiche Werk.
Es gibt einen Abschnitt über Schlangen (de serpentibus, f. 78r, Zeile 17 bis f. 86r, Zeile 7), gefolgt von einem Abschnitt über Fische (de piscibus, f. 86r unten bis f. 86v, Zeile 3), den Wal (de balena, bis f. 92r, Zeile 5), den Delphin (de delfinis, f. 87v, Zeile 7) und das Krokodil (de cocodrillus, f. 87v, Zeile 24), wobei nur die Vielzahl der Fische (f. 86) und der Wal illustriert sind. Es folgt ein nicht illustrierter Abschnitt über Pflanzen (De arboribus) ab folio 92r, Zeile 7. Auf folio 95r, Zeile 26 beginnt ein Auszug aus den Etymologiae des Isidor von Sevilla (Ysidorus de natura) mit einer Illustration von Isidor mit seinem Buch über die Natur des Menschen (De viris, f. 95v). Die Handschrift schließt ab Folio 103v, unten, mit einer illustrierten Abhandlung über Feuersteine.
Außer der Bibel, Isidor, dem Physiologus und Kirchenvätern werden auch profane, im Mittelalter weit verbreitete Autoren zitiert. So u. a. Ambrosius von Mailand (De Hexamero), Hrabanus Maurus (De rerum naturis), Gregor der Große (Moralia in Iob und Dialogi) und Solinus (De mirabilibus mundi). Die an vielen Stellen angebrachten Notizen späterer Benutzer sollen hier unbeachtet bleiben.

### Text
Der lateinische Text stimmt weitgehend überein mit dem Text von MS. Douce 151 der Bodleian Library, obwohl die Illustrationen sich deutlich unterscheiden. Die Schriftart ist die Littera textualis formata.

### Kodikologie
Die Handschrift besteht aus 105 Folios der feinen Pergamentart Vellum in einer Größe von 27,5 cm Höhe und 18 cm Breite. Der Schriftspiegel hat eine Größe von 19,3 cm Höhe und 10,8 bis 11,5 cm Breite und enthält in der Regel 30 Zeilen.
Die ersten paar Seiten waren ursprünglich leer, als das Manuskript entstand. Als es im Laufe der Jahrhunderte in neuen Besitz kam, wurden einige Ergänzungen vorgenommen. Ein Beispiel dafür ist die erste Seite, auf der „ex libris von Peter Manwood“ steht mit einer Zeichnung eines Gebäudes in Graphit. Dieser Zusatz, der den damaligen Besitzer angibt, wurde etwa 300 Jahre nach der Entstehung des Manuskripts angebracht.
Das Bestiarium von Oxford wurde als Faksimile sowohl mit französischem c als auch mit deutschem d Kommentar reproduziert. Ein vollständiges Digitalisat ist über die Bodleian Library verfügbar.

### Illuminationen

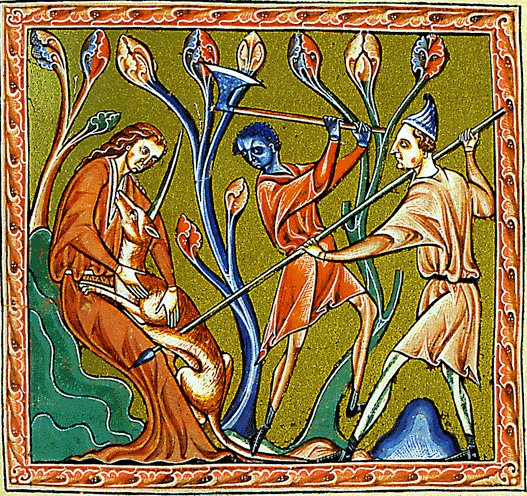
folio 14v: Einhornjagd

Die Handschrift enthält 130 Miniaturen – mehrere Abbildungen im gleichen Rahmen separat gezählt – mit Illustrationen von Tieren vor einem reich vergoldeten Hintergrund. a Es gibt 6 ganzseitige Illustrationen; die übrigen Bildern sind über 100 Seiten verteilt. Bei den Bildern mit Blattgold-Hintergrund auf folio 32r (Esel und Onager) wurde der Tiername ins Gold graviert. Der Künstler könnte derselbe sein wie beim Bestiarium von Aberdeen; der Malstil ist sehr ähnlich und viele Tiere sind identisch.
Reichhaltige farbige Miniaturen der Tiere des Kompendiums sind ein wesentlicher Bestandteil des mittelalterlichen Bestiariums und das, was viele Historiker und Denkmalpfleger fasziniert. Im Einklang mit dieser Tradition zeigt das Bestiarium von Oxford „echte“ Tiere (wie Hunde, Biber und Elefanten), aber auch insgesamt mythische und legendäre b Kreaturen: Amphisbaena, Affe, Aspis, Caladrius, Drache, Greif, Jaculus, Mantikor, Monocerus, Pard, Phönix, Scitalis, Seps, die Sirenen und das Einhorn. Auch einigen der geläufigeren oder bekannteren Tiere werden phantastische Eigenschaften zugeschrieben, wie z. B. einer Schlange, die Flügel hat, einem Hund, der Lügen aufspüren kann, oder jungen Pelikanen, die wieder zum Leben erwachen. Diese phantastischen Elemente dienen dem Ziel, Moral und christliche Lehren zu vermitteln. Die Gestalt der Tiere ist nach modernen Begriffen oft recht sonderbar, z. B. ein Krokodil mit Drachenkopf und Vogelfüßen, ein gehörnter Panther.

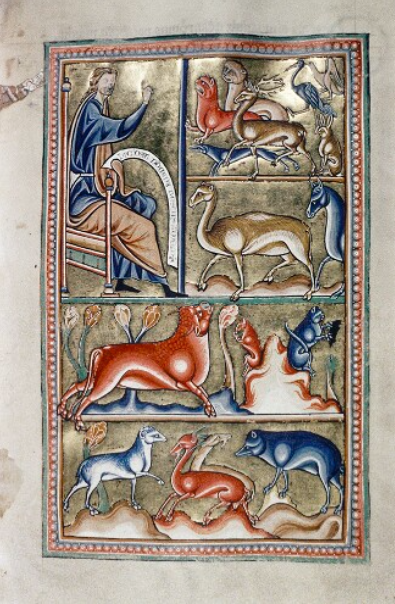
folio 9r: Adam benennt die Kreaturen der Erde

Die einleitenden Seiten enthalten eine farbenfrohe ganzseitige Miniatur von Adam benennt die Tiere. Diese aufwendige Darstellung stammt aus der biblischen Schöpfungserzählung der Genesis, wo es heißt: „Der Mensch gab allem Vieh, allen Vögeln des Himmels und allen wilden Tieren Namen.“ (Gen 2,19–20) Die meisten, wenn nicht alle mittelalterlichen Bestiarien enthalten die Geschichte des christlichen Schöpfungsmythos, aber viele erhaltene Beispiele mittelalterlicher Bestiarien sind unvollständig, was ein Grund dafür ist, dass das Bestiarium von Oxford so bemerkenswert und gut untersucht ist.

## Geschichte
Das Bestiarium von Oxford (Bodleian Library MS. Ashmole 1511) ist zusammen mit seinem Schwestermanuskript, dem Bestiarium von Aberdeen, ein englisches illuminiertes Bestiarium aus dem späten 12. oder frühen 13. Jahrhundert. Beide gehören zur zweiten Familie der Bestiariumshandschriften. Die beiden Manuskripte werden oft miteinander verglichen, da sie sich in der Illustration und in der Entstehungszeit stark ähneln. Obwohl unter den Mittelalterforschern noch immer umstritten ist, welches der beiden Manuskripte älter und damit das Original ist, sind die Ähnlichkeiten so signifikant, dass ein wissenschaftlicher Konsens darüber besteht, dass beide Manuskripte einen gemeinsamen Ursprung haben. Der berühmte Mediävist M. R. James hielt das Aberdeen-Bestiarium aufgrund der Qualität der Illuminationen und des künstlerischen Stils beider Werke für eine wahrscheinliche Kopie von MS. Ashmole.

### Provenienz
Historikern und Forschern ist unklar, wer der ursprüngliche Auftraggeber war; es könnte sich um einen Adligen, ein hochrangiges Mitglied der Kirche oder ein Kloster gehandelt haben. Experten vermuten, dass die Erwähnung von Hugo de Folietos De avibus auf einen klösterlichen Ursprung des Werks hindeutet.
Durch das Studium des physischen Dokuments und der darin enthaltenen Inschriften ist bekannt, dass das Ashmole-Bestiarium Mitte des 15. Jahrhunderts William Wright, dem Vikar von Chipping Wycombe, gehörte. Danach befand sich das Manuskript im Besitz von William Man, esq. von Canterbury, der es 1609 dem Antiquar Peter Manwood schenkte. Der nächste historisch nachweisbare Aufenthaltsort des Manuskripts war das Musaeum Tradescantianum von John Tradescant dem Älteren, der es dann an seinen Sohn John Tradescant dem Jüngeren weitergab. Später im selben Jahrhundert erwarb es der Antiquar und Namensgeber des Artefakts, Elias Ashmole. Ashmoles Sammlung von Antiquitäten, Kuriositäten und Büchern wurde nach seinem Tod gestiftet und das Ashmolean Museum gegründet. Im Jahr 1860 wurde das Manuskript in die Bodleian Library übertragen, eine der ältesten Bibliotheken Europas und eine der größten Englands. Seitdem befindet es sich dort.

### Zustand
Das Bestiarium befindet sich in einem ausgezeichneten Zustand, wenn man bedenkt, dass es Jahrhunderte alt ist, aber es weist einige Mängel auf. Abgesehen von der Abnutzung durch die Zeit weist es Bearbeitungen und Korrekturen durch die verschiedenen Personen auf, die es im Laufe der Jahrhunderte besaßen. Irgendwann im 17. Jahrhundert wurde versucht, das Manuskript neu zu binden. Jahrhunderte später, 1987, wurde das Bestiarium von Oxford restauriert und neu gebunden, wobei der vorherige Einband entfernt wurde. Dabei wurden moderne Technologien eingesetzt, einfaches Kalbsleder mit Alaunbelag verwendet und einige der schädlichen Konservierungsversuche aus dem 17. Jahrhundert korrigiert. Der Einband aus dem 17. Jahrhundert wird immer noch zusammen mit dem Manuskript in der Bibliothek aufbewahrt.

## Anhang